# Ивата, Сатору
Сато́ру Ива́та (яп. 岩田 聡 Ивата Сатору, 6 декабря 1959, Саппоро — 11 июля 2015, Киото) — японский программист и предприниматель, четвёртый президент и генеральный директор компании Nintendo, сменивший в 2002 году на этом посту Хироси Ямаути. Ивата расширил игровую аудиторию, сосредоточившись в своей деятельности, главным образом, на создании новых и интересных видеоигр, а не на высокотехнологичных аппаратных средствах, в отличие от конкурентов.
В 1980 году, во время обучения в Токийском технологическом институте, Ивата устроился на работу в компанию HAL Laboratory. В течение первых лет своей работы в ней программистом тесно сотрудничал с Nintendo, а в 1983 году была выпущена его первая коммерческая игра. В дальнейшем Ивата продолжил вносить существенный вклад в развитие проектов, среди которых наиболее известными стали видеоигра EarthBound и серия Kirby. В 1993 году, после падения деловой активности и фактического банкротства HAL Laboratory, Сатору Ивата по настоянию президента Nintendo Хироси Ямаути становится её президентом и добивается финансовой стабильности компании. Впоследствии он участвует в развитии серий Pokémon и Super Smash Bros., а в 2000 году становится главой подразделения Nintendo по корпоративному планированию.
Благодаря работе Иваты уровень доходов Nintendo заметно увеличился, а в мае 2002 года он сменил Ямаути на посту президента компании. Впоследствии под его руководством Nintendo разработала такие игровые устройства, как Nintendo DS и Wii, что обеспечило компании финансовый успех в отрасли. Как заядлый геймер, он сосредоточился на расширении игровой аудитории посредством бизнес-стратегии «голубой океан». К 2009 году компания достигла рекордной прибыли, а газета Barron's упомянула имя Иваты среди 30 лучших генеральных директоров мира. Определив показатель качества для ряда сопутствующих Wii товаров, Ивата со временем расширил свою стратегию «голубого океана», которая развилась в долгосрочную бизнес-стратегию по созданию самостоятельных продуктов. Продажи выпускавшегося позднее оборудования, включая Nintendo 3DS и Wii U, оказались менее выгодными, чем Wii, и компания впервые за 30 лет понесла убытки от основной деятельности. В 2015 году, после нескольких неудачных попыток, Ивате удалось обратить внимание Nintendo на стремительно развивающийся рынок мобильных игр; в марте того же года было достигнуто партнёрское соглашение с мобильным провайдером DeNA. На протяжении всей своей карьеры Ивата поддерживал прочные отношения с фанатами Nintendo через социальные сети, регулярно общался с разработчиками и выступал на Nintendo Direct, вследствие чего стал официальным представителем своей компании.
В июне 2014 года у Сатору Иваты была обнаружена злокачественная опухоль желчных протоков. После удаления опухоли он вернулся на работу, однако болезнь снова проявилась в 2015 году, и 11 июля в возрасте 55 лет Ивата умер от осложнений. За свои достижения при жизни Ивата посмертно награждён премиями на церемониях Golden Joystick Awards 2015 года и DICE Awards 2016 года.

## Биография

### Ранние годы и образование
Сатору Ивата родился 6 декабря 1959 года в японском городе Саппоро, столице префектуры Хоккайдо, в семье чиновника префектуры Хироси Иваты. Мать Сатору звали Акико. В средней и старшей школе Ивата неоднократно проявлял лидерские качества, пребывая в разное время в должности старосты класса, председателя ученического совета и главы клуба. Его первое знакомство с компьютерами произошло в средней школе, когда ему попалась демонстрационная модель, использующая телефонные линии. Ивата часто посещал метрополитен Саппоро, где играл в простую числовую игру Game 31 и освоил её в совершенстве. В 1974 году Ивата на заработанные мытьём посуды деньги и дополнительное пособие отца купил свой первый программируемый калькулятор HP-65. После поступления в Южную старшую школу Саппоро в апреле 1975 года он начал учиться программированию и разработал для своего калькулятора несколько простых игр: симуляторы волейбола, бейсбола и стендовой стрельбы.
Ивата хотел понять устройство и принцип работы Commodore PET, поэтому разобрал свой первый компьютер, который приобрёл в 1978 году. В его биографии, опубликованной в The Guardian, отмечается, что в этой модели находился процессор MOS 6502, идентичный используемому в системе Nintendo Entertainment System (NES), для которой Ивата позднее разрабатывал игры. После окончания старшей школы Ивата в апреле 1978 года поступил в Токийский технологический институт, где специализировался на изучении информатики. В то время он проживал в токийском районе Акихабара, и кроме программирования увлекался ниндзюцу. Инженер-профессор Томохико Уэмацу заметил способности Иваты в программировании и то, что тот мог писать программы быстрее и аккуратнее, чем любой другой его студент.
Посещая школу, Ивата бесплатно стажировался в Commodore Japan, где помогал главному инженеру дочерней компании Яси Тэракуре с техническими и программными разработками, поскольку предпочитал проводить большую часть своего свободного времени с компьютерами для приобретения дополнительных знаний и навыков, которые вне IT-компаний в то время получить было непросто. Тэракура позже стал наставником Иваты и, в дополнение к уже имеющемся знаниям, обучал его основам аппаратного обеспечения системы. Ивата и несколько его друзей в арендованной ими квартире вскоре организовали клуб, в котором они разрабатывали и программировали игры. Живущие в соседних квартирах одноклассники называли их комнату «Игровой центр Ивата». Он часто показывал свои игры в отделе компьютерных магазинов универмага Seibu, а к 1980 году группа сотрудников пригласила его присоединиться к их компании HAL Laboratory, Inc..

### HAL Laboratory
Учёбу в университете Ивата совмещал с работой в HAL Laboratory, куда в качестве внештатного программиста в 1980 году устроился на неполный рабочий день. Среди его первых работ было создание периферийного устройства, позволяющего старым компьютерам отображать графику для видеоигр. С помощью этого устройства Ивата и сотрудники компании разработали несколько игр, которые оказались «недобросовестными копиями Rally-X, Galaxian и других игр от Namco». Вопреки этому факту, HAL Laboratory стала первой компанией, которой всё-таки удалось получить лицензию на игры Namco. После окончания университета в 1982 году он становится полноценным специалистом компании, пятым её сотрудником и единственным программистом. Примерно в это же время отец Иваты был избран на пост мэра города Муроран. Несмотря на страсть Сатору, семья не одобряла его карьерный выбор, а отец не разговаривал с ним в течение шести месяцев после того, как Ивата присоединился к HAL Laboratory.
В 1983 году Ивата стал координатором по производству программного обеспечения и помог наладить связи с Nintendo, чтобы его лаборатория могла разрабатывать игры для недавно выпущенной ими игровой системы NES. Он отправился в Киото, чтобы попросить разрешения у руководства компании Nintendo создавать игры для их платформы, и получил согласие. Первой коммерческой игрой Иваты стала портированная для NES версия аркадной игры Joust 1982 года. Другими видеоиграми, над которыми он работал, стали Balloon Fight, NES Open Tournament Golf, EarthBound и игры серии Kirby. Ивата хотел сделать игру для новичков, настолько короткую и простую, чтобы любой смог пройти её от начала до конца, и такой игрой впоследствии стала Kirby’s Dream Land. Ивата не сам придумал Кирби, а предложил идею Масахиро Сакураи, который и нарисовал персонажа в виде розового шарика. Кроме программирования Ивата занимался в том числе и маркетингом продуктов фирмы, и, более того, помогал убираться и заказывал еду в студию. Изначально для создания Open Tournament Golf Nintendo обращалась к нескольким другим разработчикам, но все они отказались, поскольку не верили, что большой объём данных можно сохранить на картридже. Ивата воспользовался предоставленной ему возможностью и «безрассудно» взялся за разработку, хотя занятие это оказалось крайне трудоёмким, так как он должен был разработать свой метод сжатия данных для того, чтобы поместить в игру все 18 полей. Позднее ситуация повторилась: специалистам HAL Laboratory пришлось запрограммировать параллаксовый скроллинг для F-1 Race, так как аппаратное обеспечение NES изначально его не поддерживало.
Ивата быстро добился уважения среди коллег-программистов и игроков благодаря своему умению программировать. Из-за своей страсти он часто продолжал работать в выходные и праздничные дни. По настоянию Хироси Ямаути, занимавшего тогда пост президента Nintendo, Ивата возглавил HAL Laboratory в 1993 году, когда компания находилась на грани банкротства. При содействии Nintendo ему удалось за шесть лет вытащить компанию из долговой ямы, выплатить 1,5 миллиарда иен и стабилизировать финансовое состояние. Не имея опыта в управлении, Ивата приложил много усилий для того, чтобы научиться ему, часто читал книги на эту тему и обращался за советами. Вывод компании из кризиса привлёк к нему внимание со стороны президента Nintendo — бессменного её руководителя с 1949 года Хироси Ямаути.
Несмотря на то, что в то время Ивата не был сотрудником Nintendo, он участвовал в разработке Pokémon Gold и Silver, выпущенных для Game Boy Color в ноябре 1999 года, создав набор инструментов для сжатия графики, используемый в этих играх. Работая в качестве посредника между Game Freak и Nintendo, он помогал программировать Pokémon Stadium для Nintendo 64, предварительно изучив исходный код Pokémon Red и Green и перенеся боевую систему в новую игру за одну неделю. По словам президента The Pokémon Company Цунэкадзу Исихары, Ивата сыграл важную роль в продвижении серии Pokémon на западный рынок. Занимая должность руководителя HAL Laboratory, он разработал план локализации после изучения исходного кода Red/Green, который затем использовал Тэруки Муракава, и западные версии вышли через два года после японского издания. Кроме того, Ивата помог Масахиро Сакураи в разработке игры Super Smash Bros. для Nintendo 64.

### Nintendo

#### Приход в компанию (2000—2002)
В 2000 году Ивата получил должность главы подразделения корпоративного планирования Nintendo и стал новым членом совета директоров. В течение последующих двух лет Ивата стремился к тому, чтобы сократить себестоимость и сроки производства, но при этом сохранить качество продукции, поэтому он отдавал предпочтение созданию простейших игр, затрачивая меньше времени и денег, и сосредоточившись главным образом на оригинальности и игровом процессе. В соответствии с отчётом за первые два года работы Иваты в компании, с деятельностью которого в том числе связан успех, прибыль Nintendo выросла на 20 и 41 %, даже несмотря на конкуренцию со стороны Sony. Когда 24 мая 2002 года ушёл в отставку Хироси Ямаути, возглавлявший Nintendo с 1949 года, Ивата занял его место, причём он стал первым президентом компании с момента её основания в 1889 году, кто не имел родственных или брачных связей с семьёй Ямаути. По словам самого Ямаути, он оставил компанию в надёжных руках, и добавил напоследок: «Именно Nintendo порождает совершенно новые идеи и создаёт оборудование, которое воплощает этот идеал. И делает программное обеспечение, отвечающее тем же стандартам. Больше того, это программное обеспечение должно привлечь новых и заинтересованных потребителей». Несмотря на то, что видеоигр не существовало в то время, когда Фусадзиро Ямаути, Сэкирё Канэда и Хироси Ямаути брали на себя управление компанией, Ивата, в отличие от них, был программистом и геймдизайнером, который знал своё дело хорошо. Ивата унаследовал компанию, которая способствовала развитию индивидуализма с установленной Ямаути политикой по созданию новых рабочих мест по мере необходимости, хотя такое положение и препятствовало эффективному взаимодействию между её подразделениями.
На момент назначения Иваты, Nintendo была хотя и прибыльной компанией, но менее успешной, чем другие производители консолей. Недавно выпущенная GameCube продавалась хуже, чем у конкурентов Sony и Microsoft, соответственно, PlayStation 2 и Xbox. Ивата стал президентом в начале популяризации онлайн-игр, и поскольку Nintendo ещё не заняла этот сегмент рынка, он осторожно подходил к этому вопросу, заявляя: «Мы не отрицаем идею выхода в онлайн, мы просто практичны». После своего назначения Ивата сконцентрировался на разработке и помог создать такие игры, как Super Mario Sunshine, Metroid Prime, Animal Crossing и The Legend of Zelda: The Wind Waker. Кроме того, он способствовал налаживанию партнёрских отношений с Sega, Namco и Capcom, благодаря чему улучшилась привлекательность игровой системы GameCube, для которой были выпущены Billy Hatcher and the Giant Egg, Pac-Man Vs. и Resident Evil 4. В интервью 2002 года Ивата заявил, что как ему кажется, игровая индустрия становится слишком эксклюзивной, и он хочет создавать такие аппаратные средства и игры, которые понравятся всем игрокам, вместо того, чтобы концентрировать внимание на графике.
Одним из первых действий Иваты в качестве президента стала встреча непосредственно с 40 руководителями подразделений и 150 сотрудниками компании, что не свойственно было Ямаути, который редко встречался с подчинёнными и, как правило, один раз в году выступал с речью. Сигэру Миямото описывал деловую атмосферу при Ямаути как «душную» и заявил, что Ивата «проветрил» её. Ивата прекрасно понимал, что его должность президента не обеспечит повиновение сотрудников, и попытался связаться с ними на личном уровне. Если сотрудники не соглашались с его точкой зрения, то Ивата предлагал им следовать своей идее, отмечая при этом, что «создатели только совершенствуются, когда идут на риск». Наряду с повышенным уровнем взаимодействия, Ивата привнёс в бизнес-аспект компании больше науки. Если Ямаути принимал решения, основанные на интуиции и опыте, то Ивата, чтобы донести своё видение, выдвигал подкреплённые данными гипотезы. Ивата продвинул Миямото, Гэнъё Такэду, Ёсихиро Мори и Синдзи Хатано в совет директоров компании и назначил своими представителями, причём уравнял в правах их должности со своей собственной.

#### Оживление компании (2003—2009)
После интервью 2002 года, Ивата подчеркнул проблемы игрового рынка в своей основной речи на Tokyo Game Show в 2003 году, причём он обратился к истории отрасли и пришёл к выводу, что происходит падение интереса к видеоиграм. Резкое уменьшение объёмов продаж на японском рынке началось в конце 1990-х и продолжилось в начале 2000-х годов. Конкуренция между Nintendo и Sony привела к появлению более мощных консолей; однако Nintendo 64 оказалась слишком проблемной для разработки программного обеспечения. После занявшего целый год анализа, проведённого по просьбе Иваты, Nintendo пришла к выводу, что постоянное улучшение оборудования не является самым эффективным способом продвижения видеоигр, и компания решила сосредоточиться на программном обеспечении. В 2004 году произошла крупная внутренняя реорганизация Nintendo, в ходе которой Ивата консолидировал различные подразделения, созданные Ямаути, чтобы обеспечить коллективную работу всего персонала. Позднее, в 2005 году, Ивата представил «User Expansion Project», в рамках которого сотрудники, обычно не связанные с разработкой, предлагали идеи для новых игр.
В интервью в марте 2004 года Ивата заявил: «Игры зашли в тупик». Он подчеркнул, что разработчики тратят слишком много времени, ориентируясь прежде всего на заядлых геймерах, и не могут адекватно удовлетворить запросы игроков базового уровня. Кроме того, Ивата хотел доказать, что Nintendo, считавшаяся в то время «консервативной» компанией, может стать новатором в сфере развлечений. Ивата сформулировал стратегию «голубого океана», призванную помочь Nintendo успешно конкурировать с другими производителями консолей. Вместо того, чтобы конкурировать на уровне технических характеристик, Ивата основывался на своём опыте разработчика с целью создания нового развлекательного оборудования и игр.
В мае 2006 года Ивата написал колонку для «Таймс», в которой сравнил игровую индустрию с Голливудом и рассказал о том, что метод создания контента в первой смоделирован на основе студийной системы, где измеряют популярность виртуальных звёзд словно они живые кинозвёзды. Он посетовал на то, что хотя в США продажи видеоигр и кассовые сборы кинофильмов одинаковы, прибыль от проката и платных трансляций оставляет игры далеко позади. Ивата также определил тенденцию снижения интереса к играм, согласно которой молодые люди, утверждавшие, будто играли еженедельно, сейчас сообщают, что они играют только раз в месяц. Он пожаловался, что игровая индустрия приняла бизнес-модель производства блокбастеров с высокой степенью риска, а бюджеты некоторых новых игровых аппаратов достигают десятков миллионов долларов США — затраты, которые всё труднее будет отбить, если аудитория не будет расширяться. Ивата решил, что индустрия достигла точки уменьшения отдачи: «Подобно Голливуду, который в прошлом слишком усиленно фокусировался на спецэффектах, нам нужно искать другие способы улучшения [игр]», более того, он призывал также «искать способы совершенствования игрового опыта иными средствами, нежели те, которые можно увидеть глазами». По мнению Иваты: «Это не должно быть слишком сложно, потому что мы уже работаем в интерактивном режиме, а не ограничиваем себя пассивным повествованием».

##### Nintendo DS
Ивата помог оживить бизнес портативных игровых устройств компании Nintendo, путём перехода от производства Game Boy Advance к Nintendo DS, которая обладала уникальным компактным дизайном и сенсорным экраном, позволяющим создавать свежие игры. В дальнейшем для Nintendo DS было написано много развивающих игр, а идея использования двух экранов на одном устройстве пришла к Ямаути до его выхода на пенсию, тогда как Миямото, возглавивший впоследствии разработку, предложил воспользоваться сенсорным экраном. По словам самого Иваты, разработка Nintendo DS началась задолго до появления на рынке PlayStation Portable, её конкурента от Sony, однако анонс устройства простимулировал творческую деятельность разработчиков компании Nintendo, которым пришлось внести существенные изменения как в проектируемую систему, так и в создаваемые для неё игры.
Nintendo DS оказалась прибыльной системой, и в целом к сентябрю 2014 года было продано более 154 миллионов устройств, включая последующие итерации. На 2017 год система стала второй среди самых продаваемых игровых консолей за всю историю. В июне 2004 года Ивата обсудил с Рютой Кавасимой возможность создания игры, которая привлечёт внимание негеймеров. В конечном итоге проект превратился в вышедшую в мае 2005 года игру Brain Age: Train Your Brain in Minutes a Day!. Ивата лично руководил разработкой серии Brain Age и был настолько занят, что отказался от публичного выступления в день выпуска Nintendo DS в Японии 2 декабря. Миямото поддержал занятость Иваты в проекте и прислал одного из своих протеже, Коити Кавамото, для оказания помощи в разработке игры. Начальный рост популяризации Nintendo DS отчасти связан с серией Brain Age, число проданных копий которой к декабрю 2008 года составило около 30 миллионов.
Последующие итерации Nintendo DS, включая DS Lite и DSi, также пользовались большим спросом. DS Lite стала улучшенной версией в соответствии с желаниями потребителей оригинальной DS, с яркими экранами и более тонким дизайном. Она была выпущена в марте 2006 года в Японии, а тремя месяцами позднее в остальном мире, в конечном итоге продано почти 94 миллионов экземпляров DS Lite. Согласно статистическим данным, в семье часто пользовались одним устройством DS, и Ивата стремился расширить использование с одного на семью к одному на человека, вследствие чего третья итерация консоли DSi воплотила в себе идею с «i», означающей одного человека. Несмотря на обеспокоенность в отношении того, что рынок видеоигр уже насыщен DS и DS Lite, Ивата, тем не менее, выразил уверенность относительно продаж DSi, особенно на европейских рынках. DSi повторила успех DS Lite и удовлетворила потребительский спрос аналогичным образом. Кроме того, в DSi были представлены две камеры, поддержка SD-карт, проигрыватель аудиофайлов и «Магазин Nintendo DSi». Относительно небольшой временной интервал между DS Lite и DSi, составлявший примерно 18 месяцев, нарушал традиционную модель выпуска игровых систем, которые обновлялись каждые 5 лет. Ивата видел постепенное падение цен в пятилетнем цикле и тот факт, что пользователи обычно выжидали перед покупкой продуктов, а снижение цен воспринималось как наказание для тех, кто купил продукт при запуске. Он стремился уменьшить остроту этой проблемы кратковременными интервалами между выпусками.

##### Wii
В первой половине 2003 года Ивата, Миямото и Такэда начали обсуждение проекта новой домашней консоли. При поддержке Ямаути Ивата выдвинул проект создания революционного продукта, который позже стал игровой приставкой Wii. Ивата впоследствии привлёк в проект Такэду, «убедив того отойти от обычного технологического плана». Ивата просто сказал Такэде, чтобы тот перестал планировать разработку игровых приставок на основании общего технологического прогресса и поставил перед собой иную задачу, которая заключалась в том, что новая консоль «должна понравиться маме». Во время процесса разработки консоли Ивата поставил задачу инженерам, чтобы они сделали Wii не толще, чем три коробки от DVD, сложенные вместе. Поставленная задача была решена, и это было воспринято как подвиг. Такэда и его команда сосредоточились на снижении энергопотребления, сохраняя или улучшая достигнутый с GameCube уровень производительности. Наряду с использованием собственного оборудования компании, разработанного инженерами Nintendo, Ивата предложил отказаться от применения типичного контроллера для того, чтобы сделать игры более доступными для всех. Миямото взял на себя инициативу по разработке нового контроллера, а команда Такэды предоставила внутренние компоненты. Спустя шесть месяцев и десятки отклонённых прототипов Такэда приобрёл КМОП-датчик, который позже стал основным компонентом контроллера. С добавлением акселерометров они смогли эффективно осуществить захват движения.
Первоначально, во время тизера на E3 2004, консоль получила кодовое название Revolution, поскольку Ивата поставил задачу осуществления революции в игровой индустрии. Он публично представил Wii на E3 2005, держа её над головой для того, чтобы подчеркнуть её малый размер и лёгкий дизайн. Презентация контроллера Wii Remote была отложена до Tokyo Game Show в сентябре 2005 года. Во время своего выступления на конференции Ивата повторил свою позицию по развитию игрового рынка, однако скорректировал её, подчеркнув необходимость упрощения управления. Дизайн контроллера в виде пульта дистанционного управления частично проистекал из желания Иваты иметь устройство, которое было «сразу доступно» для всех. Он также настаивал на том, что Wii Remote нужно назвать просто «пультом», а не контроллером, дабы подчеркнуть его доступность для всех. Перед финальной демонстрацией на E3 2006 Ивата сообщил, что основной задачей при разработке Wii являлось создание такой системы, которая сможет делать то, чего не могут другие, и обладать функциональностью, которой нет у других. Он сожалел, что множество людей не играет в видеоигры, и ожидал, что барьер между ними и играющими будет преодолён с помощью Wii.
Wii в конечном счёте популяризировала разработку видеоигр на основе захвата движений и оказалась очень успешной для Nintendo, что способствовало увеличению стоимости акций компании почти вдвое. Выйдя на рынок казуальных игроков, Wii стала «прорывным моментом в истории видеоигр»: для семейного рынка был создан новый жанр игр. Говорят, что прошлый опыт Иваты как программиста является редкостью для руководителей, и помог внести свой вклад в управление компанией. К концу 2009 финансового года Nintendo продемонстрировала рекордные продажи и прибыль в размере 1,8 трлн иен и 279 млрд иен, соответственно. Успех Иваты позволил газете Barron's включить его в список 30-и лучших топ-менеджеров по всему миру с 2007 по 2009 годы.

##### Продукты улучшения качества жизни
После появления Wii в 2006 году Ивата сосредоточился на разработке продуктов, улучшающих качество жизни. Серия Wii Fit, придуманная Миямото, олицетворяла эту смену приоритетов. На E3 2009 Ивата раскрыл разработку дополнительного для Wii продукта: Wii Vitality Sensor. Устройство измеряет функции вегетативного нерва, а именно пульс, определяя, насколько спокоен или, наоборот, напряжён владелец прибора. Ивата считал, что устройство продолжит ранее сформулированную стратегию «голубого океана». Он указал, что рынок устройств, работающих на принципе захвата движения, превращается в «алый океан» и поэтому слишком большое количество компаний будет насыщать рынок и ограничивать прибыль. Датчик Vitality был разработан в надежде обеспечить новый способ взаимодействия с видеоиграми и продолжить историю инноваций Nintendo. Однако тестирование прототипа дало неудовлетворительные результаты, и к 2013 году Nintendo отложила выпуск продукта на неопределённый срок.
В январе 2014 года Ивата представил десятилетнюю стратегию компании относительно продуктов улучшения качества жизни. Целью стал новый рынок вне видеоигр. Первым устройством в этой инициативе был разработанный в партнёрстве с доктором Ясуёси Ватанабэ и компанией ResMed датчик усталости и депривации сна, анонсированный в октябре 2014 года. В отличие от Vitality этот датчик должен был быть автономным продуктом, который не нужно носить. После смерти Иваты в июле 2015 года аналитики сомневались, продолжит ли Nintendo инициативу по качеству жизни. Несмотря на запланированный выпуск в США в марте 2016 года, некоторые предположили, что реализация устройства отложена на неопределённый срок, как это случилось с датчиком Vitality. Работы над устройством были официально прекращены к февралю 2016 года; однако следующий президент Nintendo, Тацуми Кимисима сообщил, что разработка соответствующих продуктов будет продолжаться.

#### Финансовые сложности (2010—2014)
| Чистый объём продаж Nintendo по отчётным годам                                                                                         | Чистый объём продаж Nintendo по отчётным годам | Чистый объём продаж Nintendo по отчётным годам | Чистый объём продаж Nintendo по отчётным годам | Чистый объём продаж Nintendo по отчётным годам |
| Отчётный год |                                                |                                                | Продажи (млн ¥)                                |                                                |
| --- | ---------------------------------------------- | ---------------------------------------------- | ---------------------------------------------- | ---------------------------------------------- |
| 2006 |                                                |                                                | 508 827                                        |                                                |
| 2007 |                                                |                                                | 966 534                                        |                                                |
| 2008 |                                                |                                                | 1 672 423                                      |                                                |
| 2009 |                                                |                                                | 1,838,622                                      |                                                |
| 2010 |                                                |                                                | 1 182 177                                      |                                                |
| 2011 |                                                |                                                | 1 014 345                                      |                                                |
| 2012 |                                                |                                                | 647 652                                        |                                                |
| 2013 |                                                |                                                | 635 422                                        |                                                |
| 2014 |                                                |                                                | 571 726                                        |                                                |
| 2015 |                                                |                                                | 549 780                                        |                                                |
| Чистые годовые продажи Nintendo в миллионах иен Комментарий: Зелёный цвет означает операционный доход, а чёрный — операционные потери. |                                                |                                                |                                                |                                                |

Созданные под управлением Иваты последующие консоли, такие как Nintendo 3DS и Wii U, не были настолько успешны, как DS и Wii, и прибыль Nintendo с 2010 года начала снижаться. На этапе разработки 3DS, портативного устройства со стереоскопическим 3D без необходимости в аксессуарах, Ивата заявил, что его опыт в разработке помог контролировать инженеров Nintendo. Была надежда, что преемник Nintendo DS оживит компанию после того, как прибыль начала снижаться. Однако из-за низкого объёма продаж после выпуска Nintendo 3DS акции компании 29 июля 2011 года упали на 12 %. Плохие продажи консоли вызвали снижение её цены в августе с 270 до 170 долларов. Продажи 3DS постоянно оказывались ниже ожиданий. Позднее, в 2014 году, Ивата признал, что он неправильно понял рынок и не учитывал изменения образа жизни с момента запуска Wii. Он постоянно сосредотачивался на играх, ориентированных на семью, несмотря на снижение их популярности.
Выпущенная в ноябре 2012 года Wii U продавалась ниже себестоимости, поскольку Nintendo надеялась на бо́льшие продажи игр для смягчения текущих потерь. Добавление отсутствовавшей в оригинальной Wii HD-графики неожиданно вызвало сложности в разработке и привело к соответствующим задержкам. Разочарование потребителей было усугублено недостаточным вниманием Иваты к опыту конкурентов — Microsoft и Sony, которые испытали аналогичные трудности во время выпуска Xbox 360 и PlayStation 3 соответственно. Пол Тасси из Forbes утверждал, что Nintendo могла бы более эффективно справиться с изменением конъюнктуры, если бы извлекла уроки из перехода Microsoft и Sony на HD-графику. Консоль в конечном счете не оправдала ожиданий по продажам и стала самой плохо продаваемой платформой Nintendo — к июню 2015 года было продано 9,5 млн устройств. Миямото списывал плохие продажи на то, что публика не понимает концепцию и функциональность консоли. Позднее Ивата признал, что консоль стала неудачным преемником Wii, а игры для Wii U оказались недостаточно оригинальны. Провалы 3DS и Wii U побудили Мицусигу Акино из Ichiyoshi Asset Management Co. предложить Ивате уйти с президентского поста.
Общий чистый объём продаж Nintendo снизился с максимума в 1,8 триллиона иен в 2009 году до 0,549 триллиона в 2015 году. В 2012 и 2014 годах были понесены убытки. В 2010 году Nintendo сообщила, что Ивата получал скромную зарплату в размере 68 млн иен, которая увеличилась до 187 млн иен с учётом бонусов. Для сравнения, зарплата Миямото составляла 100 миллионов иен. Ивата добровольно сократил свою зарплату вдвое в 2011 и 2014 годах в качестве компенсации за неудовлетворительные продажи, в то время как другие члены совета директоров Nintendo сократили зарплаты на 20—30 процентов. Эти шаги сделали рабочие места сотрудников Nintendo более устойчивыми, что предотвращало увольнение работников в целях улучшения краткосрочных финансов. В 2012 году компания понесла свои первые операционные потери с момента выхода на рынок видеоигр более 30 лет назад. Убытки продолжались в течение следующих двух лет, и компания вернулась к рентабельности в конце 2015 финансового года. Небольшой выход в прибыль был объяснён появлением игр-блокбастеров, таких как Pokémon Omega Ruby и Alpha Sapphire, и Super Smash Bros. for Nintendo 3DS и Wii U.
В июне 2013 года Ивата взял на себя дополнительную роль генерального директора Nintendo of America. В качестве одного из первых изменений Ивата решил, что они не будут проводить большие пресс-конференции на E3, а вместо этого проведут несколько небольших мероприятий, каждое из которых направлено на определённую аудиторию. Во время поездки в Токио в конце 2013 года Ивата набросал идею серии игрушек, которые могли бы соединяться с играми Nintendo. Этот концепт вскоре превратился в серию игрушек Amiibo, которые вышли менее чем через год. Amiibo оказались очень успешными, и к концу 2014 года, примерно через месяц после запуска, было продано более 6 миллионов фигурок. К марту 2016 года совокупные продажи игрушек и карточек Amiibo превысили 64 миллиона экземпляров, что оказалось финансово выгодным для Nintendo.

#### Мобильный рынок и Switch (2015)
Успех мобильного магазина приложений App Store Apple Inc. в начале 2010 года вызвал обеспокоенность у разработчиков игр тем, что рынок переходит на смарт-устройства. В июле того же года Ивата признал конкуренцию со стороны Apple Inc., назвав их «врагом будущего». Однако во время интервью в следующем году он полностью проигнорировал идею перехода Nintendo на мобильный рынок, заявив, что компания «перестанет быть Nintendo», если она это сделает. Он рассуждал, что мобильные игры будут жертвовать качеством во имя прибыли. Медленный сдвиг в его восприятии последовал в последующие годы, когда рынок мобильных игр продолжил расти. В 2012 году Ивата признал существование сильной конкуренции со стороны мобильных устройств, но остался уверенным в потенциале своей компании. В послании акционерам в марте 2014 года Ивата заявил: «… я считаю, что подошла к концу эпоха, когда люди играли во всевозможные игры только на специализированных игровых системах». Он указал на удобство мобильных устройств и их более широкие возможности по сравнению с портативными игровыми консолями. Его продолжающееся нежелание перейти на рынок мобильных устройств вызвало волну критики, и аналитики и инвесторы постоянно просили его сменить точку зрения. Президент компании Architect Grand Design Inc. Ёсихиса Тоёсаки утверждал, что «Nintendo оторвалась от реальности», указывая на то, что компания систематически игнорирует критику извне. Это в конечном счёте в определённой степени отрицательно повлияло на финансы и популярность Nintendo.
В марте 2015 года Ивата направил внимание Nintendo на растущий рынок мобильных игр, создав знаковое партнерство с мобильным провайдером DeNA для издания игр, поскольку продажи традиционных приставок начали колебаться. Это резко контрастировало с предыдущей бизнес-моделью компании, которая сосредоточилась на эксклюзивных играх для приставок для того, чтобы побудить людей покупать их платформы. Ивата подчеркнул, что несмотря на то, что интеллектуальная собственность Nintendo будет использоваться в мобильных играх, компания станет жертвовать их качеством. Он также сообщил, что основная цель будет заключаться в том, чтобы охватить как можно больше людей, а не заработать больше денег, аналогично идее, стоящей за Wii, что игроки дороже денег. После того, как было налажено партнёрство с DeNA, Ивата подтвердил свою позицию, согласно которой обычные мобильные игры типа free-to-play, которые он назвал free-to-start, угрожали будущему качеству игр. Несмотря на то, что он признал эту практику жизнеспособной для продвижения брендов в краткосрочной перспективе, он считал её устаревшей и неподходящей как направление для развития. Он также подчеркнул, что бизнес-модель этих игр не соответствует основным ценностям Nintendo и не может служить основой «длительных отношений с клиентами [Nintendo]».
Ивата курировал разработку Nintendo Switch в последние месяцы своей жизни, выступая в качестве главного разработчика консоли. В интервью журналу Time в феврале 2017 года Миямото высказал предположение, что целью Иваты касательно системы было сделать её переносной и позволить игрокам общаться друг с другом. На этом этапе Ивата сосредоточился на технических аспектах устройства.

#### Связи с общественностью
В первые годы президентства Иваты в Nintendo он часто отказывался от выступлений в средствах массовой информации, если не анонсировалось новое оборудование. Таким образом он мог уделять больше времени программированию. Однако со временем отношение к этому у него изменилось, и в конечном итоге Ивата стал важной частью общественных связей Nintendo. Так, Ивата помог Nintendo улучшить отношения с пользователями её продуктов, регулярно общаясь с ними в социальных сетях, он рассказывал о сотрудниках, играх и оборудовании Nintendo в своей серии интервью Iwata Asks. Вдохновение для этой серии, которая началась в сентябре 2006 года, Ивата черпал из своего опыта как программиста и желания понять, как думают другие разработчики. Эти интервью часто демонстрировали дружеские отношения между Иватой и другими членами Nintendo, шутки и смех были обычным явлением. Они также показали другую сторону обычно скрытной Nintendo: открытость к обсуждению некоторых внутренних подробностей работы компании.
В 2011 году Ивата помог учредить Nintendo Direct — серию онлайн-пресс-конференций, открытую для всех, на которых показываются предстоящие игры и продукты Nintendo за пределами обычных отраслевых каналов. Эти видеоролики часто были причудливыми и юмористическими, отражающими личность самого Иваты, что резко контрастировало с серьёзным тоном, которого придерживались в своих анонсах Sony и Microsoft. Одно из таких видео включало показательный поединок между Иватой и президентом Nintendo of America President Реджи Фис-Эме, демонстрирующий включение персонажей Mii — цифровых аватаров Nintendo — в Super Smash Bros. для Nintendo 3DS и Wii U. Видео спровоцировало создание интернет-мемов; мемы включали в себя фразу «please understand», которая часто использовалась Иватой при анонсе задержек игр либо других негативных новостей, и изображения Иваты, молча смотрящего на связку бананов, из видео с E3 2012 касательно франшизы Donkey Kong.
Побочным результатом его присутствия в Iwata Asks и Nintendo Direct стало то, что Ивата стал публичным лицом Nintendo. Он любил беседовать с журналистами и заранее готовил истории для того, чтобы развлечь их.

#### Прочие проекты
Ивата оказал помощь в создании компании Creatures Inc., которая была основана в 1995 году Цунэкадзу Исихарой. В 1998 году Ивата помог своему коллеге и личному другу Сигэсато Итои создать компанию Hobonichi, работая в качестве её ИТ-менеджера. Он взял на себя эту должность после того, как Итои попросил за месяц до запуска компании создать её веб-сайт и установить технические системы. Ивата сохранил за собой должность и в 2007 году, несмотря на то, что в это время он уже работал в Nintendo на полный рабочий день. Вскоре после становления президентом Nintendo Ивата назначил самого себя на место в команде разработчиков в HAL для того, чтобы работать над Super Smash Bros. Melee на GameCube и не расставаться со своим любимым делом — программированием. После работы над серией Brain Age Ивата помог в создании таких обучающих продуктов, как Kanji Sonomama Rakubiki Jiten DS, English Training: Have Fun Improving Your Skills!, и Imasara Hito ni Kikenai Otona no Joushikiryoku Training DS. Помимо этого, он работал над играми серий Animal Crossing, Mario, Metroid Prime и The Legend of Zelda. У Иваты было камео в игре WarioWare: Smooth Moves. С 2013 года Ивата участвовал в разработке мобильной игры с дополненной реальностью Pokémon GO. Игра была публично анонсирована в сентябре 2015 года, спустя два месяца после его смерти.

### Болезнь и смерть
5 июня 2014 года Nintendo сообщила, что Ивата не будет присутствовать на E3 2014 по состоянию здоровья. Позже, 24 июня, Ивата опубликовал публичное сообщение для акционеров о том, что на прошлой неделе ему была сделана операция по удалению опухоли в желчном протоке, которая была обнаружена во время регулярного врачебного осмотра. Позже, 29 октября, было объявлено, что после успешной операции Ивата вернулся на работу в октябре. За это время Ивата заметно потерял в весе, но при этом он отметил, что в результате почувствовал себя здоровее. 5 ноября Ивата впервые после перерыва выступил перед публикой на анонсе Nintendo Direct, но в ходе выступления выглядел «измождённым и бледным». 28 января 2015 года Ивата слёг с высокой температурой, вызвав предположения, что у него грипп; соответственно, была отложена встреча с акционерами. После участия 26 июня в другом собрании акционеров Ивата внезапно заболел и был госпитализирован. Несмотря на госпитализацию, Ивата продолжал работать, используя ноутбук в постели, и предоставил обратную связь по Pokémon Go Цунэкадзу Исихаре. 11 июля, в возрасте 55 лет, он скончался из-за осложнений от опухоли. Официальное объявление о его смерти было сделано Nintendo на следующий день.
13 июля флаги в штаб-квартире Nintendo были спущены. В тот же день все региональные отделения Nintendo провели день молчания в память об Ивате. Видные деятели игровой индустрии и поклонники выразили свою печаль в социальных сетях по поводу смерти Иваты и благодарность за его достижения. Фанаты установили временные мемориалы по всему миру, в том числе у посольства Японии в Москве и в магазине Nintendo World Store на Манхэттене в Нью-Йорке. Президент SCE Worldwide Studios Сюхэй Ёсида заявил: «я молюсь о том, чтобы господин Ивата, который внёс большой вклад в развитие игровой индустрии, покоился с миром». Композитор и режиссёр Дзюнъити Масуда, наиболее известный своей работой над играми Pokémon, написал в твиттере: «Он был человеком, который понимал „Покемон“, и великим лидером. Когда я посетил его, он был здоров. Я буду молиться о его душе от всего сердца». Токийский технологический институт 4 августа опубликовал мемориальное заявление, в котором бывшие сокурсники и преподаватели Иваты поделились воспоминаниями о нём. На The Game Awards 2015 Реджи Фис-Эме отдал дань уважения Ивате, описав его как «бесстрашного» и «уникального, в полном смысле слова».
Спустя несколько часов после объявления о смерти Иваты в Twitter была опубликована и получила широкое распространение фотография радуги над штаб-квартирой Nintendo; у неё было название «Радужная дорога на небо», что является ссылкой на этап Rainbow Road из серии Mario Kart. Прощание с Иватой было проведено в Киото 16 и 17 июля. Несмотря на штормовую погоду, принесённую тайфуном Нангка, около 4100 человек приняли участие, чтобы выразить своё почтение. После поминок останки Иваты были кремированы.
После смерти Иваты генеральные директора Сигэру Миямото и Гэнъё Такэда временно взяли на себя его обязанности и вместе руководили компанией. 14 сентября Nintendo объявила, что Тацуми Кимисима, глава отдела по работе с персоналом и бывший генеральный директор Nintendo of America, сменит Ивату и станет пятым президентом Nintendo.

## Наследие
На протяжении всей своей жизни Ивата был известен своими нетрадиционными идеями и влиянием на среду игр. Его рассматривали как воплощение Nintendo — игривое, чудаковатое, шутливое и забавное. Способности Иваты как программиста позволяли многим оценивать его как «гения» в этой области, а некоторые называли его японским Биллом Гейтсом. Его практичный подход к бизнесу принёс ему уважение со стороны как разработчиков, так и игроков. Речь Иваты про «сердце геймера» на GDC 2005 рассматривается как сущность того, кем он был: скромный бизнесмен, посвятивший себя видеоиграм.
На моём удостоверении написано, что я президент корпорации. Но мыслю я, как разработчик игр. А в своей душе я вовсе геймер.Оригинальный текст (англ.)On my business card, I am a corporate president. In my mind, I am a game developer. But in my heart, I am a gamer.Сатору Ивата, речь на GDC 2005
Ивате, наряду с другими деятелями Nintendo, такими как Миямото, ставят в заслугу огромное расширение игрового рынка и создание нового жанра. Ориентируясь на новую аудиторию, а не на конкуренцию с Microsoft и Sony, Ивата избегал прямого противостояния с конкурентами Nintendo и успешно достигал своих целей. Благодаря этому подходу его называли «деликатным революционером». Внешняя простота и привлекательность Nintendo DS и Wii способствовала расширению рынка. Крис Колер из журнала Wired заявил, что «благодаря Nintendo Сатору Иваты мы все сейчас игроки», имея в виду всплеск популярности видеоигр после издания Nintendo DS и Wii. Несмотря на широкое уважение, Ивату критиковали в связи с его упрямством и нежеланием продвигать Nintendo на рынок мобильных устройств. После его смерти Реджи Фис-Эме заметил: «…пройдут годы, прежде чем его влияние на Nintendo и индустрию видеоигр будет полностью оценено».
В октябре 2015 года созданный поклонником Amiibo с изображением Иваты был размещён и продан на аукционе eBay за 1900 долларов США; все поступления должны были быть пожертвованы благотворительному фонду Child's Play. Ивата посмертно и единогласно получил премию за достижения карьеры на церемонии Golden Joystick Awards 2015 за свой вклад в развитие игровой индустрии. Он получил, также посмертно, аналогичную награду на DICE Awards в 2016 году. На церемонии награждения Game Developers Choice Awards в 2016 году Ивата удостоился короткого анимационного фильма от Дэвида Хеллмана — художника Braid. Трибьют в честь Иваты был размещён в конце финальных титров Star Fox Zero: «эта игра посвящена пилоту нашего звена, который пал в битве». Ещё один вероятный трибьют появляется в стартовой игре для Nintendo Switch The Legend of Zelda: Breath of the Wild, которая находилась в разработке на момент смерти Иваты. Неигровой персонаж, который имеет поразительное сходство с Сатору Иватой, просит игрока подняться на вершину горы Сатори в поисках мистического Властелина Горы. Учитывая сходство между именами «Сатори» и «Сатору» и тот факт, что Властелин Горы в игре является руководящим духом, многие рассматривают этот квест как дань уважения Ивате. В сентябре 2017 года разработчики модификаций обнаружили, что эмулированная версия игры Golf, которая была запрограммирована Иватой в начале его карьеры, была включена в прошивку каждой консоли Nintendo Switch до обновления 4.0.0 и её можно было открыть в случае, если дата установлена на 11 июля, при этом нужно держать контроллеры Joy-Con в руках и выполнить специальный жест, схожий с его жестом из передачи Nintendo Direct.

### Комментарии
1. ↑  ゲームセンター岩田 (яп. Гэ:мусэнта: Ивата)[11]
2. ↑  18,7 и 2,8 млрд долларов США, соответственно.
3. ↑  Все цифры в японских иенах на момент конца соответствующего года.
4. ↑  18,7 и 4,6 млрд долларов, соответственно.
5. ↑  770 000 и 2,11 млн долларов, соответственно.
6. ↑  1,13 млн долларов.